# Référendum de 1977 sur l'indépendance d'Aruba
Un référendum d'autodétermination a lieu le 25 mars 1977 à Aruba. Il est approuvé par plus de 95 % des votants, et mène à une autonomie accrue de l'île en attendant une indépendance prévue pour 1996, à laquelle le gouvernement arubain finit par renoncer deux ans avant l'échéance.

## Contexte et contenu
L'île d'Aruba est une île néerlandaise des caraïbes auparavant colonie des Pays-Bas et faisant partie des Antilles néerlandaises depuis 1954.
En 1976 le conseil de l'île, dit États d'Aruba,  vote l'organisation d'un référendum sur l'indépendance de l'île, bien que l'organisation d'un tel vote ne soit pas prévu par les textes constitutionnels.

## Résultats
| Choix                                       | Votes  | %     |
| ------------------------------------------- | ------ | ----- |
| Indépendance                                | 21 418 | 95,17 |
| Maintien au sein des Antilles néerlandaises | 1 085  | 4,83  |
|                                             |        |       |
| Votes valides                               | 22 503 | 85,98 |
| Votes blancs et invalides                   | 3 669  | 14,02 |
| Total                                       | 26 172 | 100   |
| Abstention                                  | 11 174 | 29,92 |
| Inscrits/Participation                      | 37 346 | 70,08 |

## Conséquences
Après négociation, des représentants de la Couronne néerlandaise, des différentes îles des Antilles néerlandaises et des Pays-Bas, décident au traité de La Haye signé le 12 mars 1983 qu'Aruba devienne trois ans plus tard un état autonome du royaume des Pays-Bas pour une période de transition avant une indépendance prévue pour le 1er janvier 1996. L'autonomie de l'île d'Aruba a alors lieu vis-à-vis des Antilles néerlandaises et non du Royaume. Le 1er janvier 1986, elle est effective.
Par la suite, les autorités d'Aruba revinrent sur leur décision et en 1994 renoncèrent à l'indépendance. Aruba est depuis lors un État du Royaume des Pays-Bas à part entière. Le roi Guillaume-Alexandre en est nominalement le chef de l'État et y est représenté par un gouverneur.
Les articles 58 et 60 de la constitution néerlandaise prévoient cependant qu'Aruba puisse toujours décider d'opter pour l'indépendance si le parlement de l'île en approuve la décision au deux tiers, suivi d'un référendum approuvé par la majorité des inscrits.